# Joginder Singh
Joginder „Gindi” Singh  (ur. 3 sierpnia 1940 w Delhi, zm. 6 listopada 2002 w Kolkacie) – indyjski hokeista na trawie. Dwukrotny medalista olimpijski.
Brał udział w dwóch igrzyskach (IO 60, IO 64), na obu zdobywając medale. W 1960 Indie uległy w finale Pakistanowi. Cztery lata później kolejność była odwrotna. Brał udział w igrzyskach azjatyckich w 1962 (srebro), później był trenerem.